# Łucja Maria Monné
Łucja Maria Monné (ur. 1908 w Cieszynie, zm. 1991 tamże) – polska nauczycielka, działaczka społeczna.

## Życiorys

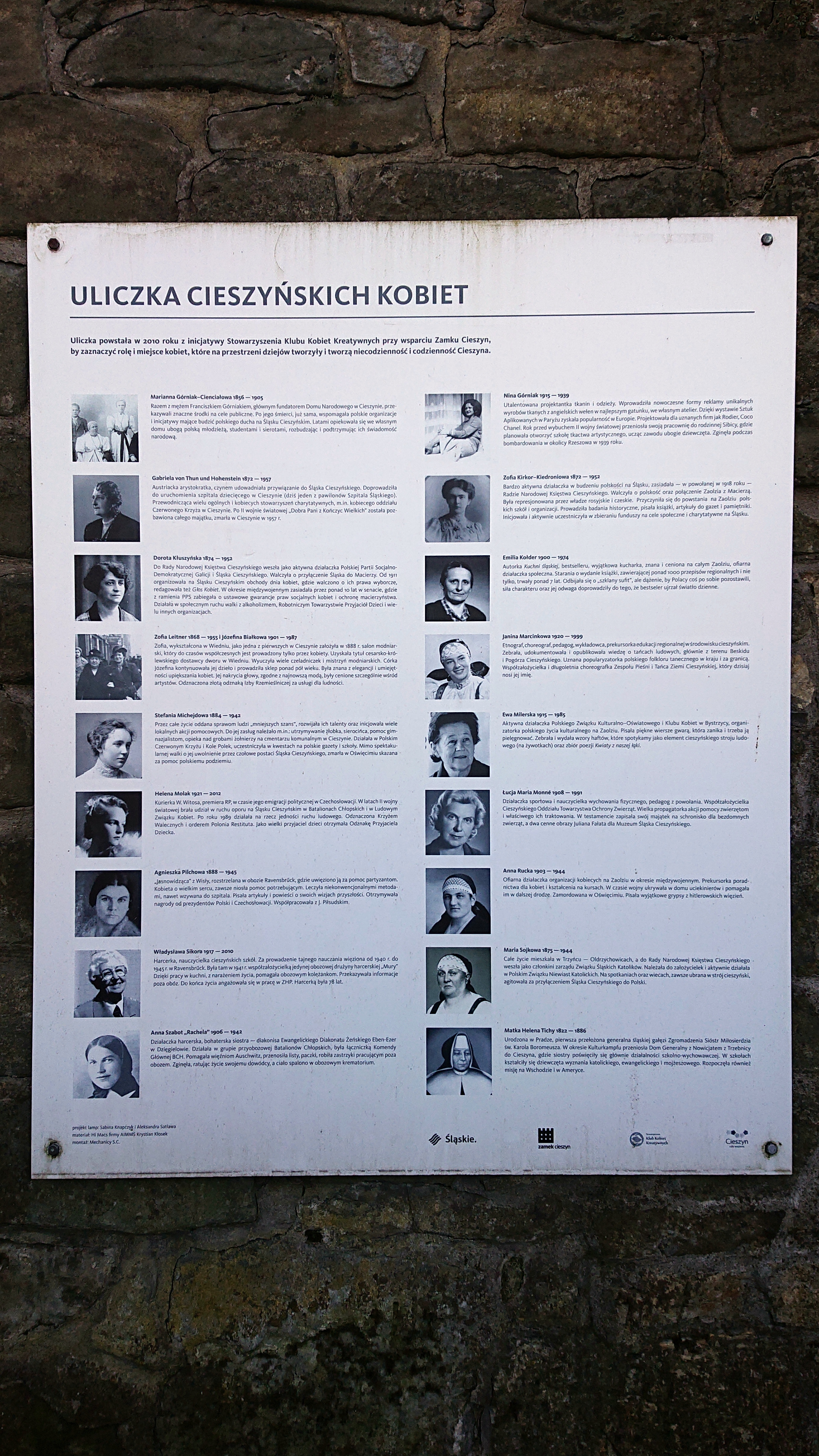
Tablica upamiętniająca kobiety Śląska Cieszyńskiego (Uliczka Cieszyńskich Kobiet), Łucja Maria Monné w prawej kolumnie czwarta od dołu

Była córką urzędnika pocztowego Zdzisława Monné i Marii z Rederów. Rodzina ojca pochodziła z Francji, jej przodkowie w drugiej połowie XVIII w. osiedli w Europie Środkowej i się spolonizowali. 
Ukończyła Gimnazjum im. A. Osuchowskiego w Cieszynie, a w 1933 Studium Wychowania Fizycznego w Krakowie. Studiowała germanistykę na Uniwersytecie Jagiellońskim w Krakowie, ale nie obroniła pracy magisterskiej. W ramach praktyk studenckich uczestniczyła w kursie gimnastyki szwedzkiej w Lund. Po powrocie do Cieszyna utrzymywała się z korepetycji oraz prowadziła wieczorowe kursy gimnastyki dla kobiet. W kolejnym roku zaczęła pracę w Państwowym Seminarium Żeńskim i Państwowej Szkole Handlowej jako nauczycielka gimnastyki. W Państwowym Seminarium Nauczycielskim w Cieszynie-Bobrku prowadziła lekcje wychowania fizycznego i języka niemieckiego. Języka uczyła też w innych szkołach w Cieszynie. Była członkinią Polskiego Towarzystwa Tatrzańskiego i Polskiego Związku Narciarskiego „Watra”. W tym drugim była instruktorką narciarstwa.
W czasie II wojny światowej, po kursie stenografii, pracowała w Powiatowym Biurze Rzemieślniczym. Pomagała Polakom pisać podania i pisma.
Do pracy w szkolnictwie wróciła w 1947. Była wuefistką w II Liceum Ogólnokształcącym im. M. Kopernika w Cieszynie. Prowadziła Szkolne Koło Sportowe. W 1960 była współtwórczynią cieszyńskiego Koła Towarzystwa Ochrony Zwierząt. Od 1980 była jego przewodniczącą. Była współzałożycielką schroniska dla zwierząt w Cieszynie. Zapisała mu w testamencie majątek (oprócz dwóch obrazów Juliana Fałata, które przekazała Muzeum Śląska Cieszyńskiego).
Została odznaczona Krzyżem Kawalerskim Orderu Odrodzenia Polski i Odznaką „Za Zasługi dla Województwa Bielskiego”.

## Upamiętnienie
W 2010 została uhonorowana lampą umieszczoną na Uliczce Cieszyńskich Kobiet.
Jest jedną z bohaterek Cieszyńskiego Szlaku Kobiet opracowanego przez Władysławę Magierę.